# Rosyjski irredentyzm

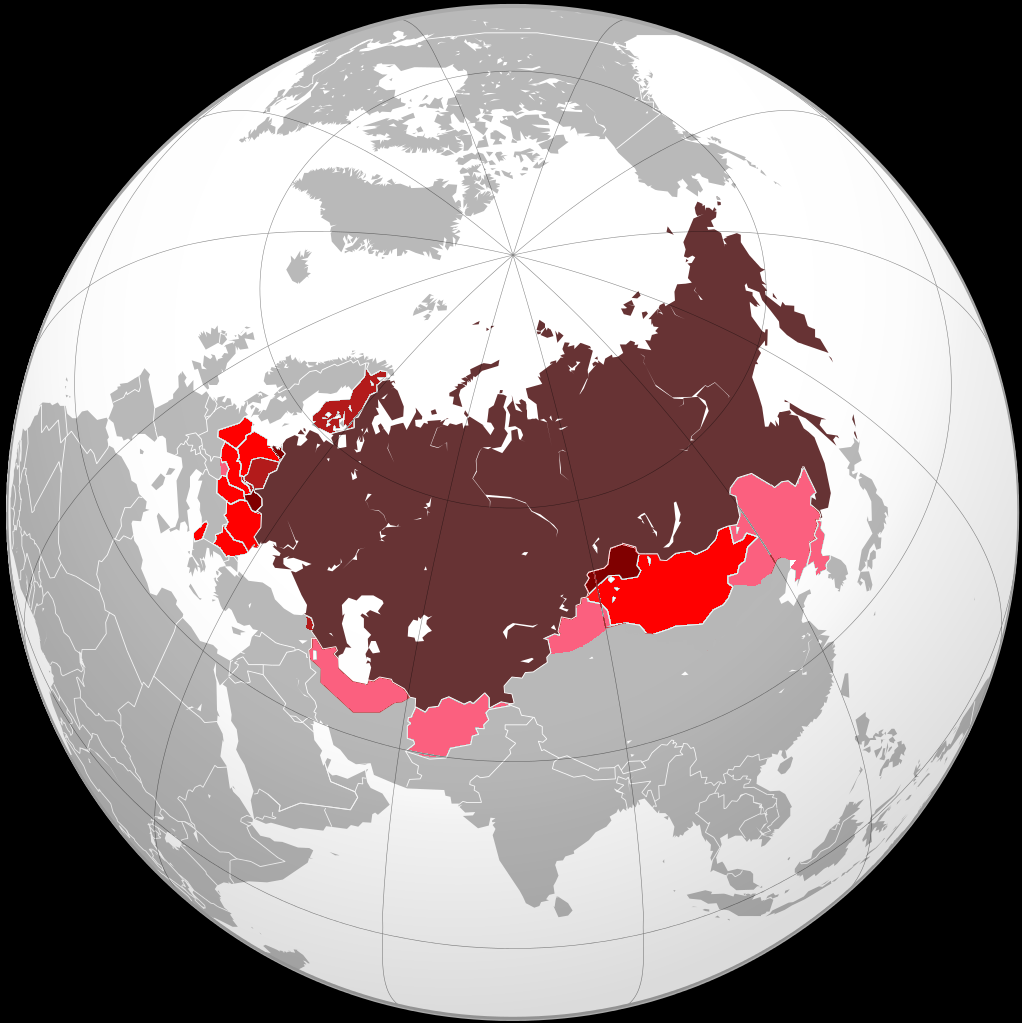
ZSRR i terytoria niegdyś kontrolowane przez Rosję, Związek Radziecki lub zamieszkane przez znaczącą mniejszość rosyjską

Rosyjski irredentyzm, rosyjska irredenta – ruch polityczny i społeczny w Rosji, dążący do połączenia w jeden organizm państwowy ziem zamieszkiwanych przez rosyjskie grupy etniczne. Niekiedy plan rosyjskiej irredenty opisywany jest jako plan stworzenia Wielkiej Rosji, lub odbudowy Imperium Rosyjskiego.
Za praktyczny przykład rosyjskiego irredentyzmu uznawana jest między innymi aneksja Krymu przez Rosję. Inne potencjalne cele rosyjskiego irredentyzmu w początku XXI wieku to między innymi Kazachstan i republiki bałtyckie.